# 강명구 (야구인)
강명구(姜明求, 1980년 10월 25일~)는 전 KBO 리그 삼성 라이온즈의 내야수이자, 현 KBO 리그 삼성 라이온즈의 작전코치이다.

## 선수 시절

### 삼성 라이온즈시절
빠른 발이 특징이어서 현역 시절에는 상대편 배터리를 흔들어 놓는 작전을 위해 주로 경기 후반 승부처에서 나오는 전문 대주자로 출장했다.

### 상무 야구단시절
2007년 말에 입대해 2009년 10월 22일 포수 이정식과 같이 제대하였다. 타격감을 많이 익혔으며, 2009년 야구 월드컵 국가대표팀 주장으로 선출됐다. 업그레이드된 타격감으로 2009년 2군 북부 리그 타격 1위에 올랐다.

### 삼성 라이온즈복귀
2011년 4월 두산전에서 데뷔 9년 만에 첫 홈런을 기록했다. 2013년 5월 15일 두산전에서 통산 100도루를 달성했다.
2014년에는 부상으로 경기에 출전하지 못한 사이 박찬도, 박해민 등에 밀려 2014년 한국시리즈에 나서지 못했고, 시즌 후 방출됐다.

## 야구선수 은퇴 후
2014년 한국시리즈가 끝난 후 전력분석원 제의를 받아 은퇴하고, 2015년부터 2017년까지 삼성 라이온즈의 전력분석원으로 활동했다.
2018년부터 현장 지도자로 나서기 시작했다. 2018년 시즌 초반에는 2군 코치로 시작했다가, 동년 6월 26일부터 1군으로 올라왔다. 2023년에 3루 코치를 맡은 것을 제외하면, 주로 1루에서 작전 및 주루코치를 맡고 있다.

## 출신 학교
- 광주중앙초등학교
- 광주진흥중학교
- 광주진흥고등학교
- 탐라대학교

## 특징
- 원래 육상 선수였다가 광주중앙초등학교 4학년 때 야구로 전향한 이력이 있어서 팀 내에서 2번째로 빠를 정도로 빠른 발을 가지고 있다.[7] 주로 대주자로 출장하며 2005년과 2006년에 도루를 21개나 기록했다. 중요한 승부처에 빠른 발을 이용한 주루 플레이로 상대 배터리를 강하게 흔들어 놓는 역할을 하거나 팀 분위기를 이끄는 역할을 했다. 내야수로 선발 출장하는 경우는 적었고, 2013년에 김상수, 조동찬의 부상으로 선발 2루수로 출장한 적이 있다. 탄탄한 체격임에도 불구하고 발이 빠른 편이다.
- 2009년 상무에서 복무 중이던 당시 그는 2군 타격왕, 출루왕, 도루왕 등을 기록했다. 이 때 그는 39도루를 기록했는데 그는 부상을 우려해 6월까지 도루하지 않았고, 삼성 라이온즈에서 즉시 전력감으로 준비가 돼 있어야 한다는 판단 하에 7월부터 도루를 하기 시작했다. 그는 그 후 20경기 정도 출전하면서 39도루를 기록했다. 올스타 브레이크가 있음에도 불구하고 7월에만 35도루를 기록했다.
- 2011년 9월 20일 두산과의 연장전에서 강봉규의 대주자로 나서 투수 페르난도의 폭투 때 홈으로 들어와 태그를 피해 홈을 터치하며 끝내기 승리에 기여했다.[8]
- 2012년 9월 5일 LG전에서는 이지영을 대신해 대주자로 나섰고, 그가 홈 스틸을 시도하자 상대 투수 리즈가 순간 당황해 보크가 선언됐다. 그의 홈 스틸로는 인정되지 않았다. 이 결승점으로 리즈는 그 날 완투패를 당했고, 그의 홈 세이프 이후 타석에 있었던 김상수에게 다음 투구 때 빈볼성 투구를 했다. 다행히 김상수가 들고 있었던 배트 끝에 맞아 위험한 상황은 연출되지 않았고, 그 공은 볼로 판정됐다. 정작 본인은 이미 홈 스틸로 득점한 후에 리즈의 보크 판정을 알았다.[9]
- 2012년 10월 24일 SK와의 한국시리즈 1차전에서 경기 후반에 안타를 기록한 이지영을 대신해 대주자로 나섰다. 김상수의 희생 번트로 2루에 진루한 그는 배영섭이 친 내야 안타성 타구에 곧바로 3루를 밟고 홈 쇄도를 하고 있었다. 이 때 정근우가 뒤늦게 상황을 파악하고 최정에게 송구해 최정이 홈에 송구했지만, 송구가 높게 오며 세이프가 선언돼 그가 득점했다. 이 득점은 그 날 승부의 분수령이 됐다. 당시 이 상황은 그가 오버런을 하는 상황이었고 당시 코치였던 김재걸과의 사인도 약간 맞지 않았으나, 그가 빠른 발과 함께 재치를 발휘하며 득점에 성공했다. 팀은 승리했고 그 날 상대 팀 투수 윤희상은 이승엽에게 허용한 홈런의 여파를 극복하지 못하고 완투패를 당했다.
- 2020년 10월 14일 대구 SK전 도중 최경철 SK 배터리코치와 사인을 두고 언쟁이 있었다. 여기에 대하여 경기가 끝난 후 박경완 감독 대행이 해명한 바 있다.[10]

## 통산 기록
| 연도 | 팀명   | 타율  | 경기 | 타수 | 득점 | 안타 | 2루타 | 3루타 | 홈런 | 루타 | 타점 | 도루 | 도실 | 볼넷 | 사구 | 삼진 | 병살 | 실책 |
| ---- | ------ | ----- | ---- | ---- | ---- | ---- | ----- | ----- | ---- | ---- | ---- | ---- | ---- | ---- | ---- | ---- | ---- | ---- |
| 2003 | 삼성   | 0.000 | 9    | 3    | 1    | 0    | 0     | 0     | 0    | 0    | 0    | 1    | 0    | 0    | 0    | 1    | 0    | 0    |
| 2004 | 삼성   | 0.273 | 15   | 11   | 2    | 3    | 0     | 0     | 0    | 3    | 1    | 0    | 1    | 0    | 0    | 3    | 0    | 0    |
| 2005 | 삼성   | 0.250 | 106  | 44   | 30   | 11   | 1     | 0     | 0    | 12   | 2    | 21   | 2    | 4    | 2    | 9    | 1    | 2    |
| 2006 | 삼성   | 0.053 | 91   | 19   | 22   | 1    | 0     | 0     | 0    | 1    | 1    | 21   | 6    | 4    | 1    | 6    | 0    | 1    |
| 2007 | 삼성   | 0.111 | 68   | 27   | 13   | 3    | 0     | 1     | 0    | 5    | 2    | 13   | 3    | 5    | 0    | 9    | 0    | 3    |
| 2010 | 삼성   | 0.270 | 55   | 63   | 17   | 17   | 5     | 0     | 0    | 22   | 9    | 7    | 3    | 2    | 1    | 10   | 3    | 6    |
| 2011 | 삼성   | 0.172 | 89   | 58   | 22   | 10   | 1     | 0     | 1    | 14   | 5    | 19   | 4    | 5    | 0    | 16   | 0    | 3    |
| 2012 | 삼성   | 0.100 | 72   | 10   | 16   | 1    | 0     | 0     | 0    | 1    | 0    | 15   | 3    | 1    | 0    | 1    | 1    | 2    |
| 2013 | 삼성   | 0.190 | 55   | 58   | 22   | 11   | 0     | 1     | 0    | 13   | 6    | 11   | 1    | 4    | 1    | 4    | 4    | 1    |
| 2014 | 삼성   | 0.000 | 21   | 4    | 8    | 0    | 0     | 0     | 0    | 0    | 0    | 3    | 1    | 0    | 0    | 3    | 0    | 0    |
| 통산 | 10시즌 | 0.192 | 581  | 297  | 153  | 57   | 7     | 2     | 1    | 71   | 26   | 111  | 24   | 25   | 5    | 62   | 9    | 18   |